# مولتن مان
مولتن مان (بالإنجليزية:Molten Man) شخصية خيالة شريرة ظهر لأول مره في عام 1965 في القصص المصورة التي نشرتها شركة مارفيل كومكس بجانب بطل السلسلة الرجل العنكبوت يتميز بقدرته على انصهار.